# Sophta sparsa
Sophta sparsa är en fjärilsart som beskrevs av Walker 1864. Sophta sparsa ingår i släktet Sophta och familjen nattflyn. Inga underarter finns listade i Catalogue of Life.